# Sadik al-Mahdi

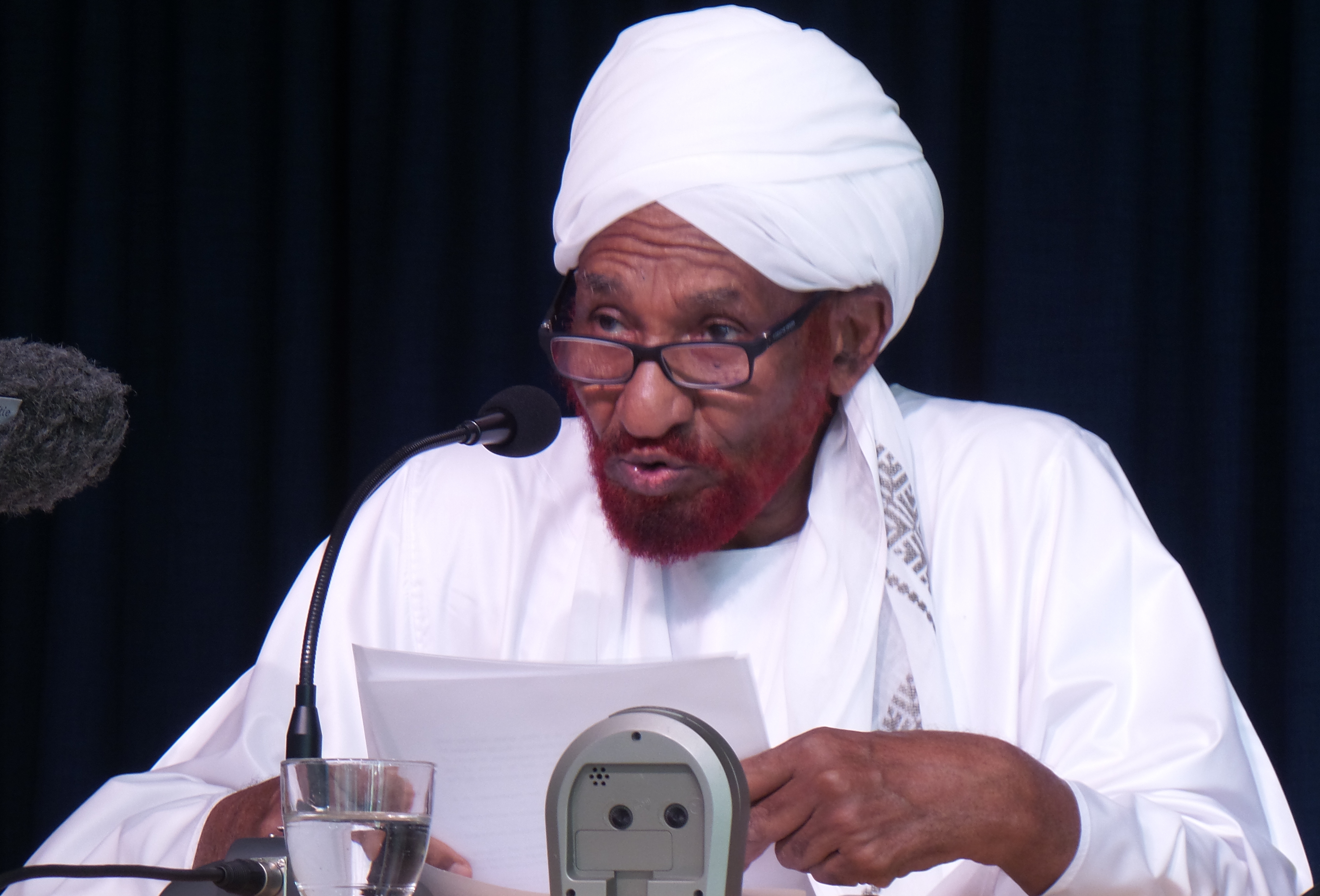
Sadik al-Mahdi (2015)

Sadik al-Mahdi, arab. ‏الصادق المهدي‎ (ur. 25 grudnia 1935 w Omdurmanie, zm. 26 listopada 2020 w Abu Zabi) – sudański polityk, premier Sudanu w latach 1966–1967 oraz 1986–1989, przewodniczący Partii Umma.

## Życiorys
Urodził się w 1935 w Omdurmanie. Ukończył szkołę średnią Comboni College w Chartumie. Studiował ekonomię na Uniwersytecie w Chartumie. Następnie wyjechał do Wielkiej Brytanii, gdzie w 1957 ukończył ekonomię na Uniwersytecie Oksfordzkim.
W 1957 powrócił do Sudanu, pracując przez rok w Ministerstwie Finansów. W 1958 zrezygnował z pracy w urzędzie, by skupić się na wzmocnieniu Partii Umma, której został członkiem. Po przywróceniu demokracji w kraju w 1964, został jej przewodniczącym. W 1966 dostał się do parlamentu i 27 lipca, w wieku 31 lat, został najmłodszym w historii premierem Sudanu. Jego rząd przetrwał jednak tylko 9 miesięcy i w maju 1967 został obalony w wyniku uchwalenia przeciw niemu wotum nieufności w następstwie wewnątrzpartyjnego konfliktu.
W latach 70. XX w., w czasie dyktatury prezydenta Numajriego, był przez kilka lat więziony i zmuszony na udanie się na uchodźstwo. Sprzeciwiał się bowiem polityce prezydenta, w tym wprowadzeniu w całym kraju szariatu.
W 1985, po obaleniu prezydenta Numajriego, powrócił do ojczyzny. 6 maja 1986, po przeprowadzeniu demokratycznych wyborów, został mianowany po raz drugi premierem. W czerwcu 1986 uformował rząd, w skład którego weszło 7 partii z północy i południa kraju. Jego gabinet był jednak niestabilny i skłócony wewnętrznie. Po niecałym roku premier rozwiązał rząd, gdyż nie był w stanie uchwalić nowego prawa karnego w miejsce szariatu, osiągnąć porozumienia z Międzynarodowym Funduszem Walutowym oraz zakończyć wojnę domową. Drugi gabinet przetrwał jednak również tylko rok i został rozwiązany w sierpniu 1987 z powodu koalicyjnego sporu o obsadę stanowisk. Tworzenie nowej koalicji zajęło premierowi 9 miesięcy. Trzeci gabinet al-Mahdiego został powołany dopiero w maju 1988. Rozpadł się on w marcu 1989 z powodu różnicy zdań wokół porozumienia z Addis Abeby z listopada 1988 wprowadzającego zawieszenie broni w wojnie domowej północy kraju z południem. Rządy al-Mahdiego zakończyły się 30 czerwca 1989, kiedy to pułkownik Umar al-Baszir dokonał wojskowego zamachu stanu, przejmując pełnię władzy. Był ostatnim premierem Sudanu aż do roku 2017, bowiem w 1989 stanowisko to zostało zniesione.
Zaraz po zamachu stanu został umieszczony w areszcie domowym, w którym przebywał do czasu ucieczki do Erytrei w 1996. Przebywając za granicą przewodniczył opozycji wobec rządów prezydenta Baszira. Do kraju powrócił w listopadzie 2000.
W styczniu 2010 al-Mahdi ogłosił swój udział w wyborach prezydenckich w kwietniu 2010. Po przegranych wyborach 2010 przebywał w Sudanie aż do 2014 r. gdy rząd oskarżył go, że współpracował z rebeliantami. Uciekł wtedy do Egiptu. W styczniu 2017 roku pojawił się i przemawiał do tłumu w Chartumie. Oświadczył, że wrócił aby „zatrzymać wojnę, osiągnąć pokój i ustanowić demokrację oraz przywrócić prawo”.
W styczniu 2018, podczas ulicznych demonstracji przeciwko zmniejszeniu racji chleba, zaapelował do sił sudańskich, by nie atakowały demonstrantów. Wezwał także mieszkańców Sudanu, aby wyszli i demonstrowali, aż do obalenia reżimu. Al-Mahdi mocno skrytykował rząd z powodu stosowania represji wobec uczestników pokojowej demonstracji na placu al-Ahlijja.
Zmarł wskutek komplikacji wywołanych COVID-19 po ponad miesięcznym leczeniu w szpitalu w Abu Zabi.